# هیو واتانابه
هیو واتانابه (انگلیسی: Hugh Watanabe؛ زادهٔ ۲۳ دسامبر ۱۹۹۸) بازیکن بسکتبال اهل ایالات متحده آمریکا است.
وی در مسابقات کشوری و بین‌المللی در مجموع برندهٔ ۱ مدال برنز شده‌است.